# 瀧口琳琳
瀧口琳琳是日本日本漫画家組合，由姐妹拍档所組成。出身神奈川縣橫濱市，並居住於此。

## 關於
瀧口琳琳是對中國歷史和文化很有興趣的漫画家拍档，故事背景也以中國古代為主，最有名的作品是北宋風雲傳。出道作為《雙華虛夢》，刊載於1996年講談社的漫畫雜誌「mimi」3月號。

## 工作分配
姐姐負責故事腳本創作，妹妹則負責整體作品繪圖及分鏡。

## 成員介紹
姐姐
- 生日：10月23日
- 星座：天秤座
- 血型：AB型
- 身高：167公分
- 視力：雙眼都0.5
- 興趣：旅行、品嚐美食、睡眠、時代劇的鑑賞與蒐集、中國歷史的探索。

妹妹
- 生日：5月28日
- 星座：雙子座
- 血型：AB型
- 身高：167～8公分
- 視力：裸眼 右1.2、左1.5
- 興趣：旅行、品嚐美食、繪圖

## 作品
- 虞美人草 (ミステリーDX雜誌投稿.1997年)
- 江東之曉（全2集. 1999年）
- 北宋風雲傳(北宋風雲錄)（全16集.2000年）
- 明朝幻想夜話～『聊齋誌異』選集～（全1集.2007年）
- 新☆再生緣～明王朝宮廷物語～（日语：新☆再生縁）（連載中.2009年）

## 外部連結
- （日語） 華流 （页面存档备份，存于） - 官方網站